# Куско
Ку́ско (ісп. Cusco, Cuzco, кеч. Qusqu, Qosqo, МФА: ['qos.qo]) — місто на південному сході Перу, біля долини Урубамба (Священна долина) в Андах, на висоті близько 3300 м. Місто є столицею департаменту Куско і провінції Куско. Населення — близько 300 тис. мешканців, хоча лише 20 років тому становило близько 100 тис. Історично місто було столицею Імперії Інків, і було засноване близько 1100 року.

## Географія
Місто розташоване в районі долини Урубамба в Андах на висоті більше 3 500 метрів над рівнем моря.
У плані давня частина міста нагадує тіло пуми. Так, є назви Пумакчуку — «хвіст пуми», Гуакайпата — «тіло пуми». Голова пуми розміщена на території Саксайуамана — міської фортеці, стіни якої мають вигляд зубів.

### Клімат
Місто розташоване в зоні, що характеризується морським кліматом. Найтепліший місяць — жовтень із середньою температурою 13.3 °C (56 °F). Найхолодніший місяць — червень, із середньою температурою 10 °С (50 °F).
| Клімат Куско            | Клімат Куско | Клімат Куско | Клімат Куско | Клімат Куско | Клімат Куско | Клімат Куско | Клімат Куско | Клімат Куско | Клімат Куско | Клімат Куско | Клімат Куско | Клімат Куско | Клімат Куско |
| Показник                | Січ.         | Лют.         | Бер.         | Квіт.        | Трав.        | Черв.        | Лип.         | Серп.        | Вер.         | Жовт.        | Лист.        | Груд.        | Рік          |
| Абсолютний максимум, °C | 22           | 23           | 23           | 25           | 28           | 22           | 22           | 23           | 25           | 26           | 27           | 26           | 28           |
| Середній максимум, °C   | 17           | 17           | 18           | 18           | 19           | 18           | 18           | 18           | 19           | 20           | 19           | 18           | 18           |
| Середня температура, °C | 12           | 12           | 12           | 12           | 11           | 10           | 10           | 11           | 12           | 13           | 13           | 13           | 12           |
| Середній мінімум, °C    | 7            | 7            | 7            | 6            | 3            | 1            | 1            | 2            | 5            | 6            | 7            | 7            | 5            |
| Абсолютний мінімум, °C  | 0            | 1            | 2            | 0            | −2           | −3           | −5           | −5           | 0            | 0            | 2            | 2            | −5           |
| Норма опадів, мм        | 140          | 110          | 90           | 30           | 0            | 0            | 0            | 0            | 20           | 40           | 60           | 100          | 640          |
| Днів з опадами          | 18           | 18           | 13           | 8            | 3            | 1            | 1            | 2            | 6            | 9            | 11           | 15           | 105          |
| ----------------------- | ------------ | ------------ | ------------ | ------------ | ------------ | ------------ | ------------ | ------------ | ------------ | ------------ | ------------ | ------------ | ------------ |
| Джерело: Weatherbase    |              |              |              |              |              |              |              |              |              |              |              |              |              |

## Історія

### Заснування міста
Куско — місто найдавнішої історії. Археологічні розкопки виявили, що люди селилися у цих місцях вже більше 3 тисяч років тому. Згідно з іспанським хроністом Сармьєнто де Гамбоа Педро, є індіанська легенда за якою засновником міста є перший Інка — Манко Капак. Він зі своєю сім'єю, пішовши від озера Тітікака, шукав де б золотий посох Манко Капак «увійшов у землю». Таким місцем виявилося поселення племені Савасера Панака, яке довелося знищити, після чого ніщо не заважало створенню столиці імперії інків — Куско.
Назва міста в перекладі з мови кечуа — офіційної мови Імперії інків, означає Пуп Землі, тобто, по суті — Центр Світу, що цілком відповідало столичній ролі. Це поняття було дуже поширеним і було центральним навіть для предмета священного поклоніння — чака.
15 листопада 1533 року сюди прибула експедиція Франсиско Пісарро, й іспанці «заново заснували» вже своє місто.

### Куско за інків
Після Манко Капак, місто було значно розширено Пачакуті. Йому вдалося перетворити Королівство Куско із сплячого міста-держави у величезну імперію. Проте археологічні дані говорять про більш повільне і органічне зростання міста до інків — так, вважається, що саме перше поселення тут заснували люди племені Варі. Пачакуті ж побудував декілька палаців і фортець, відновив Храм Сонця, відомий зараз як Коріканча.
Місто складалося з двох секторів — Верхнього Куско і Нижнього Куско, пізніше вони були розділені стінами на чотири райони: Чінчасуйу (СЗ), Антісуйу (СВ), Кунтісуйу (ПдЗ) і Колласуйу (ЮВ). З кожного району вела дорога у відповідну частину імперії.
Верхнє Куско на початку XX століття становили парафії Сан-Крістобаль і Сан-Блас, Нижнє Куско — всі квартали на правому березі річки Ватанай. Ці дві квартали розділяла дорога Антісуйу. Найважливіший район називався Колькампата, також були райони Кантокпата («Гвоздичні грядки»), Пумакурку, Тококачі, що розташовувався на правому березі потоку Ккольккечака («Золотий міст»), Мунайсенка, Рімакпампа («площа промов», де оголошувалися накази), Пумакчупан («Хвіст пуми»), Койянкачі (селище в 500-х метрах), Чокільчака, Пікчу, Кільіпата, Карменкка (з нього виходила дорога на Чінчасуйу), Уакапунку («Ворота Храму»).
Керівна особа кожної області імперії повинна була побудувати собі будинок у відповідному районі Куско і жити частину року в столиці.
Після Пачакуті, коли Інка помирав, його титул переходив до одного з синів, а власність — до родичів. Тому кожен носій титулу Інки повинен був побудувати новий будинок і, відповідно, придбати для імперії нові землі.
Андські індіанці досі залишають свої будинки і будують нові після весілля, навіть якщо у старому будинку нікого не залишається.
Неподалік від Куско знаходиться моралі — ще один пам'ятка інкської цивілізації з великим «амфітеатром», який насправді являв собою сільськогосподарські тераси давнього походження.
У центрі міста знаходилися житла Інків, оточені їх айлью — будинками васалів, які належать до цього палацу Інки:
- Першими палацами, можливо, були Колькампата — палаци Манко Капак а і Сінчі Рока, на початку XX століття їх місця займала резиденція італійського купця Сезара Ломельїні. Тоді ще були цілі 60 метровий фасад і частина гранітної стіни з дверним прорізом з сторожовими вежами по боках (дві ліворуч і п'ять праворуч від дверей) у відмінному стані. Палаци ці виходили на площу Сан-Крістобаль.
- Палац Віракочі зайняв кафедральний собор і Тріумфальна каплиця.
- Палац Вайна Капак а — «Амаруканча» (Будинок змія) — зайняли Університет і Товариство Єзуїтів.
- У палаці Васкара розташувалася крита галерея де Каррісо (де Каррізо).
- Палац Пачакутека — знаходився на вулиці Калле дель Triunfo, 38. Особняк в 1905 у належав дону Томасу Гонсалес Мартінес. У зовнішній стіні знаходився унікальний дванадцятигранний камінь.
- На тій же вулиці, будинок № 116, що належав пані Хуані Аранібар, знаходився раніше палац Юпанкі.
- Портал де Панес зайняв місце палацу Інки Рока.
- Монастир і храм Святого Домінго розташувався на місці инкского Храму Сонця, Коріканча.
- На нижніх ділянках монастиря Святого Домінго розташовувалася відома майстерня з виробництва ниток Ауакпінта і тканин.
- Монастир Святої Каталіни зайняв місце будинку дів Сонця.
- Площі Ла-Матріс, Регосіхо і Сан-Франсиско раніше утворювали єдину площу, де відзначалися головні суспільні свята, присвячені Сонцю.
- На площі Ла-Матріс іспанцями був четвертований Тупак Амару.

### Куско колоніального періоду
Перші іспанці з'явилися в місті 15 листопада 1533. Іспанський конкістадор Франсиско Пісарро, за офіційною традицією, заново заснував Куско в 1534 році. Багато будівель, побудовані після іспанського завоювання Перу, виконані в іспанських традиціях з домішкою інкської архітектури; в основному в округах Санта-Клара і Сан-Блас. Іспанці перейняли структуру старого інкського міста, побудувавши на місці інкських храмів — церкви, на місці палаців — житло завойовників. Протягом колоніального періоду Куско був процвітаючим містом завдяки сільському господарству, гірничій справі і торгівлі з Іспанією. Були побудовані багато церков і монастирі, а також кафедральний собор, університет і архієпископство. Часто іспанські споруди розташовувалися по сусідству і навіть були побудовані прямо на масивних кам'яних стінах, вибудуваних раніше інками.
Будівля префектури, у якому жив Франсиско Пісарро, ним же було подаровано згодом місцевому муніципалітету. В особняку де-Арінас жив Гонсало Пісарро. Вважається, що в будинку № 55 на площі Сан-Франсиско жив монах Вальверде і його брат. На опорі сходи були прикріплені чотири герба, на одному з них був такий девіз: «Чеснота добра тим, чого не дасть сила». На вулиці Кока, № 46, у будинку сеньйора Антоніо Муньіс Кастро раніше жив відомий історик Інка Гарсіласо де ла Вега.
У 1590 у в провінції Куско проживало 74977 індіанців, платили щорічну подать у розмірі 380835 песо.

### Куско в наші дні
У 1950 у стався землетрус, який сильно пошкодив домініканський монастир і церкву Святого Домініка, яка була побудована на основі Коріканча (Храму Сонця). Інкська ж архітектура, навпаки, успішно пережила землетрус. Спочатку вважалося, що багато старих інкських стін загублені, проте виявилося, що гранітні стіни Коріканча збереглися, так само як і багато стін по всьому місту. Деякі хотіли відновити споруди колоніального періоду, однак частина жителів Куско зажадала залишити історичні стіни. Таким чином, туристам з усього світу випала можливість бачити стародавні споруди в серці великого міста. Землетрус 1950 був другим, що суттєво знищив домініканський монастир, перший відбувся у 1650 р.
Слід зазначити, що в наші дні Куско має дві пам'ятки, які виділяють його з ряду інших південноамериканських міст. Одна з них — геогліфи на схилах навколишніх гір, які виникли силами перуанської армії в середині XX століття. Друга — статуя Христа — дар місту другої половини XX століття. Вона трохи менша за свою знамениту 
попередницю з Ріо-де-Жанейро в Бразилії, але і Куско теж дещо менший.

## Спорт
Футбольний клуб з Куско — «Сьєнсіано» — попри те, що жодного разу не був чемпіоном Перу, сенсаційно увійшов в історію, як переможець Південноамериканського кубка 2003. У фіналі цього другого за престижністю клубного турніру Південної Америки (аналог європейського Кубка УЄФА) «Сьєнсіано» обіграв одну з найсильніших команд Аргентини — «Рівер Плейт».